# Jaime Báez
Jaime Báez Stábile (Montevideo, 25 april 1995) is een Uruguayaans voetballer die als aanvaller speelt. Hij verruilde in augustus 2015 Juventud voor ACF Fiorentina.

## Clubcarrière
Baéz komt uit de jeugdacademie van Juventud. Hiervoor debuteerde hij tijdens het seizoen 2012/13 in het eerste elftal, in de Uruguayaanse Primera División. Hij speelde in drie jaar meer dan zestig competitiewedstrijden in het eerste van de club, waarbij hij zestien keer scoorde.
Baéz verruilde Juventud in augustus 2015 voor ACF Fiorentina, de nummer vier van de Serie A in het voorgaande seizoen. Hij tekende een contract tot medio 2020 bij de Italiaanse club.

## Statistieken
| Seizoen | Club           | Competitie       | Wedstrijden | Doelpunten |
| ------- | -------------- | ---------------- | ----------- | ---------- |
| 2012/13 | Juventud       | Primera División | 26          | 3          |
| 2013/14 | Juventud       | Primera División | 27          | 8          |
| 2014/15 | Juventud       | Primera División | 14          | 5          |
| 2014/15 | → Defensor     | Primera División | 6           | 1          |
| 2014/15 | Juventud       | Primera División | 1           | 0          |
| 2015/16 | ACF Fiorentina | Serie A          | 0           | 0          |
| 2015/16 | → AS Livorno   | Serie B          | 13          | 0          |
| 2016/17 | → Spezia       | Serie B          | 18          | 1          |